# Brodhead (Kentucky)
Brodhead é uma cidade localizada no estado americano de Kentucky, no Condado de Rockcastle.

## Demografia
Segundo o censo americano de 2000, a sua população era de 1193 habitantes. 
Em 2006, foi estimada uma população de 1203, um aumento de 10 (0.8%).

## Geografia
De acordo com o United States Census Bureau tem uma área de 
5,7 km², dos quais 5,7 km² cobertos por terra e 0,0 km² cobertos por água. Brodhead localiza-se a aproximadamente 285 m acima do nível do mar.

## Localidades na vizinhança
O diagrama seguinte representa as localidades num raio de 28 km ao redor de Brodhead. 